# 혈액암
혈액암은 혈액 세포나 조혈 기관, 골수, 림프 등에 생기는 암이다.

## 종류
- 백혈병
- 림프종
- 다발성 골수종